# Полет 102 на „MK Еърлайнс“
Полет 102 на „MK Еърлайнс“ е международен товарен полет от международното летище Брадли, Уиндзор Локс, Кънектикът, Съединените американски щати, до летище „Сарагоса“, Сарагоса, Испания, с междинно кацане на международното летище „Халифакс Станфийлд“, Енфийлд, Нова Скотия, Канада, управляван от „MK Еърлайнс“. На 14 октомври 2004 г. самолетът „Боинг 747-244B/SF“, който изпълнява полета, се разбива при излитане от летището в Енфийлд и убива всички 7 души на борда. Това е четвъртият инцидент за „MK Еърлайнс“, както и най-смъртоносният.
Разследване установява, че екипажът използва неправилни скорости и настройки на тягата по време на опита за излитане, като данните за излитане са изчислени още при подготовката на полета. Официалният доклад обвинява авиокомпанията за сериозно несъответствие с времето за полет и дежурство, без да има разпоредби или правила, които да уреждат периодите на дежурство за началниците на товара и наземните инженери, което повишава риска за грешки, причинени от умора. Екипажът не познава напълно начина, по който на този тип самолет се изчислява мощността въз основа на теглото на товара, дължината на пистата и метеорологичните условия.
„MK Еърлайнс“ оспорва констатациите, защото звукозаписващото устройство в пилотската кабина е силно повредено при пожара след катастрофата, за да даде каквато и да е информация.